# Johann Gottfried Olearius (1635–1711)
Johann Gottfried Olearius, född den 28 september 1635 i Halle, död den 21 maj 1711, var en tysk luthersk teolog och präst, son till Gottfried Olearius, brorson till Johannes Olearius, bror till Johannes Olearius, far till Johann Christoph och Johann Gottlieb Olearius.
Olearius, som var superintendent i Arnstadt, gjorde sig känd som psalmförfattare, bland annat genom den i hans hemland högt skattade adventssången Komm, du wertes Lösegeld.